# Fed Cup 2013
Fed Cup 2013 – 51. edycja tenisowego Pucharu Federacji. Zawody odbywały się w następujących terminach:
- 4–10 lutego – I runda Grupy Światowej oraz Grupy Światowej II, rozgrywki strefowe
- 17–21 kwietnia – półfinały Grupy Światowej, konfrontacje barażowe, rozgrywki strefowe
- 8–11 lutego – rozgrywki grupy III strefy europejsko-afrykańskiej
- 17–20 lipca – rozgrywki grupy II strefy amerykańskiej
- 2–3 listopada – finał Grupy Światowej.

## Grupa Światowa

### Uczestnicy
| Australia | Czechy   | Japonia           | Rosja  |
| Serbia    | Słowacja | Stany Zjednoczone | Włochy |
| --------- | -------- | ----------------- | ------ |

|  |                          |                          |                          |          |   |                          |                          |                          |  |  |                     |                     |                     |
|  | Ćwierćfinały 9-10 lutego | Ćwierćfinały 9-10 lutego | Ćwierćfinały 9-10 lutego |          |   | Półfinały 20-21 kwietnia | Półfinały 20-21 kwietnia | Półfinały 20-21 kwietnia |  |  | Finał 2-3 listopada | Finał 2-3 listopada | Finał 2-3 listopada |
|  | Ćwierćfinały 9-10 lutego | Ćwierćfinały 9-10 lutego | Ćwierćfinały 9-10 lutego |          |   | Półfinały 20-21 kwietnia | Półfinały 20-21 kwietnia | Półfinały 20-21 kwietnia |  |  | Finał 2-3 listopada | Finał 2-3 listopada | Finał 2-3 listopada |
|  |                          |                          |                          |          |   |                          |                          |                          |  |  |                     |                     |                     |
|  |                          |                          |                          |          |   |                          |                          |                          |  |  |                     |                     |                     |
|  | 1                        | Czechy                   | 4                        |          |   |                          |                          |                          |  |  |                     |                     |                     |
|  | 1                        | Czechy                   | 4                        |          |   |                          |                          |                          |  |  |                     |                     |                     |
|  |                          | Australia                | 0                        |          |   |                          |                          |                          |  |  |                     |                     |                     |
|  |                          | Australia                | 0                        |          | 1 | Czechy                   | 1                        |                          |  |  |                     |                     |                     |
|  |                          |                          |                          |          | 1 | Czechy                   | 1                        |                          |  |  |                     |                     |                     |
|  |                          |                          | 3                        | Włochy   | 3 |                          |                          |                          |  |  |                     |                     |                     |
|  | 3                        | Włochy                   | 3                        | Włochy   | 3 | 3                        |                          |                          |  |  |                     |                     |                     |
|  | 3                        | Włochy                   |                          |          |   |                          |                          |                          |  |  |                     |                     |                     |
|  |                          | Stany Zjednoczone        | 2                        |          |   |                          |                          |                          |  |  |                     |                     |                     |
|  |                          | Stany Zjednoczone        | 2                        |          | 3 | Włochy                   | 4                        |                          |  |  |                     |                     |                     |
|  |                          |                          |                          |          |   |                          |                          |                          |  |  |                     |                     |                     |
|  |                          |                          | 4                        | Rosja    | 0 |                          |                          |                          |  |  |                     |                     |                     |
|  |                          | Japonia                  | 4                        | Rosja    | 0 | 2                        |                          |                          |  |  |                     |                     |                     |
|  |                          | Japonia                  |                          |          |   |                          |                          |                          |  |  |                     |                     |                     |
|  | 4                        | Rosja                    | 3                        |          |   |                          |                          |                          |  |  |                     |                     |                     |
|  | 4                        | Rosja                    | 3                        |          |   | 4                        | Rosja                    | 3                        |  |  |                     |                     |                     |
|  |                          |                          |                          |          |   | 4                        | Rosja                    | 3                        |  |  |                     |                     |                     |
|  |                          |                          |                          | Słowacja | 2 |                          |                          |                          |  |  |                     |                     |                     |
|  |                          | Słowacja                 | 3                        | Słowacja | 2 |                          |                          |                          |  |  |                     |                     |                     |
|  |                          | Słowacja                 | 3                        |          |   |                          |                          |                          |  |  |                     |                     |                     |
|  | 2                        | Serbia                   | 2                        |          |   |                          |                          |                          |  |  |                     |                     |                     |
|  | 2                        | Serbia                   | 2                        |          |   |                          |                          |                          |  |  |                     |                     |                     |

### Finał
| Włochy · 4 | Tennis Club Cagliari, Cagliari, Włochy 2–3 listopada 2013 ceglana | Tennis Club Cagliari, Cagliari, Włochy 2–3 listopada 2013 ceglana     | Rosja · 0 |     |      |               |
| \| \| \| \| 1 \| 2 \| 3 \| \| \| - \| \| --------------------------------------------------------------------- \| --- \| --- \| ---- \| ------------- \| \| 1 \| \| Roberta Vinci Aleksandra Panowa \| 5 7 \| 7 5 \| 8 6 \| \| \| 2 \| \| Sara Errani Irina Chromaczowa \| 6 1 \| 6 4 \| \| \| \| 3 \| \| Sara Errani Alisa Klejbanowa \| 6 1 \| 6 1 \| \| \| \| 4 \| \| Roberta Vinci Irina Chromaczowa \| \| \| \| nie rozegrano \| \| 5 \| \| Karin Knapp / Flavia Pennetta Margarita Gasparian / Irina Chromaczowa \| 4 6 \| 6 2 \| 10 4 \| \| |                                                                   |                                                                       |           |     |      |               |
| |                                                                   |                                                                       | 1         | 2   | 3    |               |
| 1 | Włochy · Rosja                                                    | Roberta Vinci Aleksandra Panowa                                       | 5 7       | 7 5 | 8 6  |               |
| 2 | Włochy · Rosja                                                    | Sara Errani Irina Chromaczowa                                         | 6 1       | 6 4 |      |               |
| 3 | Włochy · Rosja                                                    | Sara Errani Alisa Klejbanowa                                          | 6 1       | 6 1 |      |               |
| 4 | Włochy · Rosja                                                    | Roberta Vinci Irina Chromaczowa                                       |           |     |      | nie rozegrano |
| 5 | Włochy · Rosja                                                    | Karin Knapp / Flavia Pennetta Margarita Gasparian / Irina Chromaczowa | 4 6       | 6 2 | 10 4 |               |

## Baraże o Grupę Światową

### Uczestnicy
| Australia | Japonia | Serbia     | Stany Zjednoczone |
| Hiszpania | Niemcy  | Szwajcaria | Szwecja           |
| --------- | ------- | ---------- | ----------------- |

### Wyniki
| Miejsce                                       | Nawierzchnia   | Gospodarz             | Wynik | Gość          |
| --------------------------------------------- | -------------- | --------------------- | ----- | ------------- |
| Porsche Arena, Stuttgart, Niemcy              | Ceglana (hala) | Niemcy                | 3–2   | Serbia (1)    |
| Tennis Club Chiasso, Chiasso, Szwajcaria      | Ceglana        | Szwajcaria            | 1–3   | Australia (3) |
| Real Club de Polo, Barcelona, Hiszpania       | Ceglana        | Hiszpania             | 4–0   | Japonia (4)   |
| Delray Beach Tennis Center, Delray Beach, USA | Twarda         | Stany Zjednoczone (2) | 3–2   | Szwecja       |

## Grupa Światowa II

### Uczestnicy
| Argentyna | Belgia     | Francja | Hiszpania |
| Niemcy    | Szwajcaria | Szwecja | Ukraina   |
| --------- | ---------- | ------- | --------- |

### Wyniki
| Miejsce                                              | Nawierzchnia   | Gospodarz  | Wynik | Gość        |
| ---------------------------------------------------- | -------------- | ---------- | ----- | ----------- |
| Sporthalle Wankdorf, Berno, Szwajcaria               | Twarda (hala)  | Szwajcaria | 4–1   | Belgia (1)  |
| Estadio Mary Terán de Weiss, Buenos Aires, Argentyna | Ceglana        | Argentyna  | 2–3   | Szwecja (4) |
| Club Atlético Montemar, Alicante, Hiszpania          | Ceglana        | Hiszpania  | 3–1   | Ukraina (3) |
| Palais des Sports de Beaublanc, Limoges, Francja     | Ceglana (hala) | Francja    | 1–3   | Niemcy (2)  |

## Baraże o Grupę Światową II

### Uczestnicy
| Argentyna | Belgia     | Francja | Ukraina         |
| Kanada    | Kazachstan | Polska  | Wielka Brytania |
| --------- | ---------- | ------- | --------------- |

### Wyniki
| Miejsce                                              | Nawierzchnia   | Gospodarz   | Wynik | Gość                |
| ---------------------------------------------------- | -------------- | ----------- | ----- | ------------------- |
| Tennisclub Koksijde, Koksijde, Belgia                | Twarda (hala)  | Belgia (1)  | 1–4   | Polska              |
| Palais des Sports de Besançon, Besançon, Francja     | Twarda (hala)  | Francja (3) | 4–1   | Kazachstan          |
| Estadio Mary Terán de Weiss, Buenos Aires, Argentyna | Ceglana        | Argentyna   | 3–1   | Wielka Brytania (4) |
| Sport Club Meridian, Kijów, Ukraina                  | Ceglana (hala) | Ukraina (2) | 2–3   | Kanada              |

## Strefa amerykańska

### Grupa I
- Miejsce rozgrywek: Country Club de Ejecutivos, Medellín, Kolumbia[2]
- Data: 6–9 lutego 2013
- Format: faza grupowa – 8 reprezentacji w dwóch grupach

#### Uczestnicy
| Grupa A  | Grupa A  | Grupa A | Grupa A   |
| Kanada   | Kolumbia | Peru    | Wenezuela |
| Grupa B  | Grupa B  | Grupa B | Grupa B   |
| Brazylia | Chile    | Meksyk  | Paragwaj  |
| -------- | -------- | ------- | --------- |

#### Grupa A
|   |           | Kolumbia     | Kanada       | Peru         | Wenezuela    | Konfrontacje W–L | Mecze W–L | Sety W–L | Miejsce |
|   | Kolumbia  |              | 0:2 8 lutego | 3:0 7 lutego | 3:0 6 lutego | 2–1              | 6–2       | 12–6     | 2.      |
|   | Kanada    | 2:0 8 lutego |              | 3:0 6 lutego | 3:0 7 lutego | 3–0              | 8–0       | 16–0     | 1.      |
| : | Peru      | 0:3 7 lutego | 0:3 6 lutego |              | 1:2 8 lutego | 0–3              | 1–8       | 6–17     | 4.      |
|   | Wenezuela | 0:3 6 lutego | 0:3 7 lutego | 2:1 8 lutego |              | 1–2              | 2–7       | 5–16     | 3.      |

#### Grupa B
|  |          | Paragwaj     | Brazylia     | Chile        | Meksyk       | Konfrontacje W–L | Mecze W–L | Sety W–L | Miejsce |
|  | Paragwaj |              | 0:2 8 lutego | 3:0 7 lutego | 2:1 6 lutego | 2–1              | 5–3       | 13–7     | 2.      |
|  | Brazylia | 2:0 8 lutego |              | 3:0 6 lutego | 3:0 7 lutego | 3–0              | 8–0       | 16–2     | 1.      |
|  | Chile    | 0:3 7 lutego | 0:3 6 lutego |              | 0:2 8 lutego | 0–3              | 0–8       | 4–16     | 4.      |
|  | Meksyk   | 1:2 6 lutego | 0:3 7 lutego | 2:0 8 lutego |              | 1–2              | 3–5       | 6–12     | 3.      |

#### Play-off
| Miejsce    | Drużyna A | Wynik | Drużyna B |
| ---------- | --------- | ----- | --------- |
| Awans      | Kanada    | 2-1   | Brazylia  |
| 3. miejsce | Kolumbia  | 1-2   | Paragwaj  |
| Spadek     | Wenezuela | 2-1   | Chile     |
| Spadek     | Peru      | 0-3   | Meksyk    |

#### Klasyfikacja końcowa
| Kanada    | awans do Baraży o Grupę Światową II           |
| Brazylia  | 2. miejsce w Grupie I strefy amerykańskiej    |
| Paragwaj  | 3. miejsce w Grupie I strefy amerykańskiej    |
| Kolumbia  | 4. miejsce w Grupie I strefy amerykańskiej    |
| Wenezuela | 5.-6. miejsce w Grupie I strefy amerykańskiej |
| Meksyk    | 5.-6. miejsce w Grupie I strefy amerykańskiej |
| Chile     | spadek do Grupy II strefy amerykańskiej       |
| Peru      | spadek do Grupy II strefy amerykańskiej       |

### Grupa II
- Miejsce rozgrywek: Santa Tecla, Salwador[3]
- Data: 17–20 lipca 2013
- Format: faza grupowa – 12 reprezentacji

## Strefa azjatycka

### Grupa I
- Miejsce rozgrywek: National Tennis Centre, Astana, Kazachstan[4]
- Data: 6–9 lutego 2013
- Format: faza grupowa – 7 reprezentacji w dwóch grupach

#### Uczestnicy
| Grupa A | Grupa A    | Grupa A   |
| Indie   | Kazachstan | Tajlandia |
| ------- | ---------- | --------- |

| Grupa B | Grupa B         | Grupa B          | Grupa B    |
| Chiny   | Chińskie Tajpej | Korea Południowa | Uzbekistan |
| ------- | --------------- | ---------------- | ---------- |

#### Grupa A
|  |            | Kazachstan   | Indie        | Tajlandia    | Konfrontacje W–L | Mecze W–L | Sety W–L | Miejsce |
|  | Kazachstan |              | 3:0 6 lutego | 2:1 7 lutego | 2–0              | 5–1       | 11–3     | 1.      |
|  | Indie      | 0:3 6 lutego |              | 0:3 8 lutego | 0–2              | 0–6       | 1–12     | 3.      |
|  | Tajlandia  | 1:2 7 lutego | 3:0 8 lutego |              | 1–1              | 4–2       | 9–6      | 2.      |

#### Grupa B
|  |                  | Chiny        | Korea Południowa | Chińskie Tajpej | Uzbekistan   | Konfrontacje W–L | Mecze W–L | Sety W–L | Miejsce |
|  | Chiny            |              | 2:1 6 lutego     | 3:0 8 lutego    | 1:2 7 lutego | 2–1              | 6–3       | 13–7     | 2.      |
|  | Korea Południowa | 1:2 6 lutego |                  | 0:3 7 lutego    | 1:2 8 lutego | 0–3              | 2–7       | 7–15     | 4.      |
|  | Chińskie Tajpej  | 0:3 8 lutego | 3:0 7 lutego     |                 | 1:2 6 lutego | 1–2              | 4–5       | 11–13    | 3.      |
|  | Uzbekistan       | 2:1 7 lutego | 2:1 8 lutego     | 2:1 6 lutego    |              | 3–0              | 6–3       | 13–9     | 1.      |

#### Play-off
| Miejsce    | Drużyna A  | Wynik | Drużyna B        |
| ---------- | ---------- | ----- | ---------------- |
| Awans      | Kazachstan | 2-1   | Uzbekistan       |
| 3. miejsce | Tajlandia  | 2-1   | Chiny            |
| 5. miejsce |            |       | Chińskie Tajpej  |
| Spadek     | Indie      | 0-3   | Korea Południowa |

#### Klasyfikacja końcowa
| Kazachstan       | awans do Baraży o Grupę Światową II      |
| Uzbekistan       | 2. miejsce w Grupie I strefy azjatyckiej |
| Tajlandia        | 3. miejsce w Grupie I strefy azjatyckiej |
| Chiny            | 4. miejsce w Grupie I strefy azjatyckiej |
| Chińskie Tajpej  | 5. miejsce w Grupie I strefy azjatyckiej |
| Korea Południowa | 6. miejsce w Grupie I strefy azjatyckiej |
| Indie            | spadek do Grupy II strefy azjatyckiej    |

### Grupa II
- Miejsce rozgrywek: National Tennis Centre, Astana, Kazachstan[5]
- Data: 4–10 lutego 2013
- Format: faza grupowa – 11 reprezentacji w dwóch grupach

#### Uczestnicy
| Grupa A  | Grupa A       | Grupa A  | Grupa A      | Grupa A | Grupa A |
| Hongkong | Nowa Zelandia | Singapur | Turkmenistan | Wietnam |         |
| -------- | ------------- | -------- | ------------ | ------- | ------- |

| Grupa B  | Grupa B   | Grupa B | Grupa B   | Grupa B | Grupa B  | Grupa B |
| Filipiny | Indonezja | Iran    | Kirgistan | Malezja | Pakistan |         |
| -------- | --------- | ------- | --------- | ------- | -------- | ------- |

#### Grupa A
|  |               | Hongkong     | Nowa Zelandia | Turkmenistan | Singapur     | Wietnam      | Konfrontacje W–L | Mecze W–L | Sety W–L | Miejsce |
|  | Hongkong      |              | 2:1 6 lutego  | 3:0 4 lutego | 3:0 5 lutego | 3:0 7 lutego | 4–0              | 11–1      | 22–4     | 1.      |
|  | Nowa Zelandia | 1:2 6 lutego |               | 3:0 7 lutego | 3:0 8 lutego | 3:0 5 lutego | 3–1              | 10–2      | 21–6     | 2.      |
|  | Turkmenistan  | 0:3 4 lutego | 0:3 7 lutego  |              | 2:1 6 lutego | 0:3 8 lutego | 1–3              | 2–10      | 6–21     | 4.      |
|  | Singapur      | 0:3 5 lutego | 0:3 8 lutego  | 1:2 6 lutego |              | 0:3 4 lutego | 0–4              | 1–11      | 3–22     | 5.      |
|  | Wietnam       | 0:3 7 lutego | 0:3 5 lutego  | 3:0 6 lutego | 3:0 4 lutego |              | 2–2              | 6–6       | 14–13    | 3.      |

#### Grupa B
|  |           | Filipiny     | Indonezja    | Kirgistan    | Pakistan     | Malezja      | Iran         | Konfrontacje W–L | Mecze W–L | Sety W–L | Miejsce |
|  | Filipiny  |              | 0:3 4 lutego | 2:1 8 lutego | 3:0 7 lutego | 3:0 6 lutego | 3:0 5 lutego | 4–1              | 11–4      | 22–9     | 2.      |
|  | Indonezja | 3:0 4 lutego |              | 3:0 6 lutego | 3:0 5 lutego | 3:0 7 lutego | 3:0 8 lutego | 5–0              | 15–0      | 30–1     | 1.      |
|  | Kirgistan | 1:2 8 lutego | 0:3 6 lutego |              | 2:1 4 lutego | 1:2 5 lutego | 3:0 7 lutego | 2–3              | 7–8       | 16–17    | 4.      |
|  | Pakistan  | 0:3 7 lutego | 0:3 5 lutego | 1:2 4 lutego |              | 0:3 8 lutego | 3:0 6 lutego | 1–4              | 4–11      | 10–23    | 5.      |
|  | Malezja   | 0:3 6 lutego | 0:3 7 lutego | 2:1 5 lutego | 3:0 8 lutego |              | 3:0 4 lutego | 3–2              | 8–7       | 16–16    | 3.      |
|  | Iran      | 0:3 5 lutego | 0:3 8 lutego | 0:3 7 lutego | 0:3 6 lutego | 0:3 4 lutego |              | 0–5              | 0–15      | 2–30     | 6.      |

#### Play-off
| Miejsce     | Drużyna A     | Wynik | Drużyna B |
| ----------- | ------------- | ----- | --------- |
| Awans       | Hongkong      | 0-2   | Indonezja |
| 3. miejsce  | Nowa Zelandia | 2-0   | Filipiny  |
| 5. miejsce  | Wietnam       | 3-0   | Malezja   |
| 7. miejsce  | Turkmenistan  | 3-0   | Kirgistan |
| 9. miejsce  | Singapur      | 3-0   | Pakistan  |
| 11. miejsce |               |       | Iran      |

#### Klasyfikacja końcowa
| Indonezja     | awans do Grupy I strefy azjatyckiej        |
| Hongkong      | 2. miejsce w Grupie II strefy azjatyckiej  |
| Nowa Zelandia | 3. miejsce w Grupie II strefy azjatyckiej  |
| Filipiny      | 4. miejsce w Grupie II strefy azjatyckiej  |
| Wietnam       | 5. miejsce w Grupie II strefy azjatyckiej  |
| Malezja       | 6. miejsce w Grupie II strefy azjatyckiej  |
| Turkmenistan  | 7. miejsce w Grupie II strefy azjatyckiej  |
| Kirgistan     | 8. miejsce w Grupie II strefy azjatyckiej  |
| Singapur      | 9. miejsce w Grupie II strefy azjatyckiej  |
| Pakistan      | 10. miejsce w Grupie II strefy azjatyckiej |
| Iran          | 11. miejsce w Grupie II strefy azjatyckiej |

## Strefa europejsko-afrykańska

### Grupa I
- Miejsce rozgrywek: Municipal Tennis Club, Ejlat, Izrael[6]
- Data: 6–10 lutego 2013
- Format: faza grupowa – 16 reprezentacji w czterech grupach

#### Uczestnicy
| Grupa A              | Grupa A    | Grupa A    | Grupa A         |
| Austria              | Białoruś   | Chorwacja  | Gruzja          |
| Grupa B              | Grupa B    | Grupa B    | Grupa B         |
| Bośnia i Hercegowina | Portugalia | Węgry      | Wielka Brytania |
| Grupa C              | Grupa C    | Grupa C    | Grupa C         |
| Izrael               | Polska     | Rumunia    | Turcja          |
| Grupa D              | Grupa D    | Grupa D    | Grupa D         |
| Bułgaria             | Holandia   | Luksemburg | Słowenia        |
| -------------------- | ---------- | ---------- | --------------- |

#### Grupa A
|  |           | Białoruś     | Austria      | Chorwacja    | Gruzja       | Konfrontacje W–L | Mecze W–L | Sety W–L | Miejsce |
|  | Białoruś  |              | 2:1 7 lutego | 0:3 8 lutego | 3:0 6 lutego | 2–1              | 5–4       | 11–11    | 2.      |
|  | Austria   | 1:2 7 lutego |              | 1:2 6 lutego | 3:0 8 lutego | 1–2              | 5–4       | 12–9     | 3.      |
|  | Chorwacja | 3:0 8 lutego | 2:1 6 lutego |              | 3:0 7 lutego | 3–0              | 8–1       | 16–3     | 1.      |
|  | Gruzja    | 0:3 6 lutego | 0:3 8 lutego | 0:3 7 lutego |              | 0–3              | 0–9       | 2–18     | 4.      |

#### Grupa B
|  |                      | Wielka Brytania | Portugalia   | Węgry        | Bośnia i Hercegowina | Konfrontacje W–L | Mecze W–L | Sety W–L | Miejsce |
|  | Wielka Brytania      |                 | 2:1 8 lutego | 2:1 9 lutego | 3:0 7 lutego         | 3–0              | 7–2       | 14–6     | 1.      |
|  | Portugalia           | 1:2 8 lutego    |              | 0:3 7 lutego | 2:1 9 lutego         | 1–2              | 3–6       | 6–14     | 3.      |
|  | Węgry                | 1:2 9 lutego    | 3:0 7 lutego |              | 3:0 8 lutego         | 2–1              | 7–2       | 15–6     | 2.      |
|  | Bośnia i Hercegowina | 0:3 7 lutego    | 1:2 9 lutego | 0:3 8 lutego |                      | 0–3              | 1–8       | 3–16     | 4.      |

#### Grupa C
|  |         | Polska       | Rumunia      | Izrael       | Turcja       | Konfrontacje W–L | Mecze W–L | Sety W–L | Miejsce |
|  | Polska  |              | 2:1 6 lutego | 2:1 8 lutego | 3:0 7 lutego | 3–0              | 7–2       | 14–6     | 1.      |
|  | Rumunia | 1:2 6 lutego |              | 2:1 7 lutego | 1:2 8 lutego | 1–2              | 4–5       | 10–7     | 3.      |
|  | Izrael  | 1:2 8 lutego | 1:2 7 lutego |              | 2:1 6 lutego | 1–2              | 4–5       | 9–11     | 2.      |
|  | Turcja  | 0:3 7 lutego | 2:1 8 lutego | 1:2 6 lutego |              | 1–2              | 3–6       | 12–7     | 4.      |

#### Grupa D
|  |            | Słowenia     | Holandia     | Bułgaria     | Luksemburg   | Konfrontacje W–L | Mecze W–L | Sety W–L | Miejsce |
|  | Słowenia   |              | 0:3 8 lutego | 0:3 9 lutego | 2:1 7 lutego | 1–2              | 2–7       | 5–14     | 3.      |
|  | Holandia   | 3:0 8 lutego |              | 0:3 7 lutego | 3:0 9 lutego | 2–1              | 6–3       | 13–7     | 2.      |
|  | Bułgaria   | 3:0 9 lutego | 3:0 7 lutego |              | 3:0 8 lutego | 3–0              | 9–0       | 17–2     | 1.      |
|  | Luksemburg | 1:2 7 lutego | 0:3 9 lutego | 0:3 8 lutego |              | 0–3              | 1–8       | 3–15     | 4.      |

#### Play-off
| Miejsce        | Drużyna A/B          | Wynik | Drużyna C/D |
| -------------- | -------------------- | ----- | ----------- |
| Awans          | Chorwacja            | 1-2   | Polska      |
| Awans          | Wielka Brytania      | 2-0   | Bułgaria    |
| 5.–8. miejsce  | Białoruś             | 0-2   | Izrael      |
| 5.–8. miejsce  | Węgry                | 2-0   | Holandia    |
| 9.–12. miejsce | Austria              | 2-1   | Rumunia     |
| 9.–12. miejsce | Portugalia           | w/o   | Słowenia    |
| Spadek         | Gruzja               | 1-2   | Turcja      |
| Spadek         | Bośnia i Hercegowina | 0-2   | Luksemburg  |

#### Klasyfikacja końcowa
| Polska               | awans do Baraży o Grupę Światową II                       |
| Wielka Brytania      | awans do Baraży o Grupę Światową II                       |
| Chorwacja            | 3.–4. miejsce w Grupie I strefy europejsko-afrykańskiej   |
| Bułgaria             | 3.–4. miejsce w Grupie I strefy europejsko-afrykańskiej   |
| Izrael               | 5.–6. miejsce w Grupie I strefy europejsko-afrykańskiej   |
| Węgry                | 5.–6. miejsce w Grupie I strefy europejsko-afrykańskiej   |
| Białoruś             | 7.–8. miejsce w Grupie I strefy europejsko-afrykańskiej   |
| Holandia             | 7.–8. miejsce w Grupie I strefy europejsko-afrykańskiej   |
| Austria              | 9.–10. miejsce w Grupie I strefy europejsko-afrykańskiej  |
| Portugalia           | 9.–10. miejsce w Grupie I strefy europejsko-afrykańskiej  |
| Rumunia              | 11.–12. miejsce w Grupie I strefy europejsko-afrykańskiej |
| Słowenia             | 11.–12. miejsce w Grupie I strefy europejsko-afrykańskiej |
| Turcja               | 13.–14. miejsce w Grupie I strefy europejsko-afrykańskiej |
| Luksemburg           | 13.–14. miejsce w Grupie I strefy europejsko-afrykańskiej |
| Gruzja               | spadek do Grupy II europejsko-afrykańskiej                |
| Bośnia i Hercegowina | spadek do Grupy II europejsko-afrykańskiej                |

### Grupa II
- Miejsce rozgrywek: Ulcinj, Czarnogóra[7]
- Data: 17–20 kwietnia 2013
- Format: faza grupowa – 8 reprezentacji w dwóch grupach

### Grupa III
- Miejsce rozgrywek: Kiszyniów, Mołdawia[8]
- Data: 8–11 maja 2013
- Format: faza grupowa – 15 reprezentacji w czterech grupach